# Wighard
Wighard ou Wigheard est un prélat chrétien mort entre 664 et 667.
Ce prêtre originaire du Kent est élu archevêque de Cantorbéry après la mort de Deusdedit, en 664. Il se rend à Rome pour obtenir du pape Vitalien la confirmation de son élection, mais il y succombe à une épidémie de peste. Son décès offre au pape l'opportunité de choisir lui-même le nouvel archevêque de Cantorbéry, titre qu'il confie au moine Théodore de Tarse.

## Biographie
Issu du royaume du Kent, Wighard est un prêtre appartenant au clergé séculier de l'archevêque de Cantorbéry Deusdedit, qui meurt le 14 juillet 664. D'après le chroniqueur northumbrien Bède le Vénérable, il est choisi pour lui succéder et se rend à Rome, auprès du pape Vitalien, pour y être ordonné et recevoir le pallium, symbole de la charge archiépiscopale. Bède offre deux récits différents de ces événements. Dans son Historia abbatum, il affirme que Wighard a été choisi par le roi du Kent Ecgberht Ier, mais quinze ans plus tard, dans son Histoire ecclésiastique du peuple anglais, il indique que ce choix a été effectué par Ecgberht et Oswiu, le roi de Northumbrie, « avec le consentement de la Sainte Église du peuple anglais, ».
L'implication d'Oswiu dans le choix de Wighard n'est pas considérée comme vraie par tous les historiens modernes et pourrait reposer sur une erreur de lecture de Bède. Nicholas Brooks souligne cependant qu'Oswiu a tout intérêt à participer au choix du nouvel archevêque, ne serait-ce que pour éviter que le poste revienne à l'évêque frondeur Wilfrid. Pour D. P. Kirby, son implication s'inscrirait dans une volonté de rétablir une Église anglaise susceptible d'assurer l'élévation au rang d'archevêché de l'évêché d'York. Le fait que Wighard se rende à Rome pour recevoir son pallium, contrairement à ses prédécesseurs qui se le sont fait envoyer par le pape, suggère qu'il cherche à recueillir l'approbation pontificale pour confirmer son élection.
Bède n'offre pas de chronologie claire pour ces événements. Dans son Histoire ecclésiastique, il indique que le siège de Cantorbéry est resté vacant un certain temps avant l'élection de Wighard, mais ailleurs, il laisse entendre que cette élection a eu lieu peu après le concile de Whitby, généralement daté de 664. Quoi qu'il en soit, Wighard trouve la mort à Rome avant d'être consacré, vers 664 ou 667, année sous laquelle cet événement est enregistré dans le manuscrit E de la Chronique anglo-saxonne. Il est peut-être victime de la peste bubonique ou d'une autre épidémie.
Une lettre adressée à Oswiu par le pape Vitalien après la mort de Wighard est reproduite par Bède dans son Histoire ecclésiastique. Le pape s'excuse de ne pas avoir encore trouvé de successeur à Wighard. Sa mort à Rome lui permet en effet de procéder lui-même au choix du nouvel archevêque de Cantorbéry. Il offre d'abord ce poste à Adrien, qui décline la proposition et avance le nom de Théodore de Tarse, qui accepte.

### Sources primaires
- Bède le Vénérable (trad. Philippe Delaveau), Histoire ecclésiastique du peuple anglais, Gallimard, coll. « L'Aube des peuples », 1995, 399 p. (ISBN 2-07-073015-8).
- (en) Michael Swanton (trad.), The Anglo-Saxon Chronicle, New York, Routledge, 1996, 363 p. (ISBN 0-415-92129-5).

### Sources secondaires
- (en) Richard Abels, « The Council of Whitby : A Study in Early Anglo-Saxon Politics », Journal of British Studies, Cambridge University Press, vol. 23, no 1,‎ automne 1983, p. 1-25 (DOI 10.1086/385808).
- (en) Mary Bateson et Marios Costambeys (rév.), « Wigheard », dans Oxford Dictionary of National Biography, Oxford University Press, 2004 (lire en ligne ).
- (en) Nicholas Brooks, The Early History of the Church of Canterbury : Christ Church from 597 to 1066, Leicester, Leicester University Press, 1984, 402 p. (ISBN 978-0-7185-1182-1).
- (en) E. B. Fryde, D. E. Greenway, S. Porter et I. Roy, Handbook of British Chronology, Cambridge, Cambridge University Press, 1996, 3e éd. (1re éd. 1941), 605 p. (ISBN 978-0-521-56350-5).
- (en) Peter Hunter Blair, An Introduction to Anglo-Saxon England, Cambridge University  Press, 2003 (troisième édition), 383 p. (ISBN 978-0-521-53777-3).
- (en) Geoffrey Hindley, A Brief History of the Anglo-Saxons : The Beginnings of the English Nation, New York, Carroll & Graf Publishers, 2006, 404 p. (ISBN 978-0-7867-1738-5).
- (en) Simon Keynes, « Appendix II: Archbishops and Bishops, 597–1066 », dans Michael Lapidge, John Blair, Simon Keynes et Donald Scragg (éd.), The Wiley Blackwell Encyclopedia of Anglo-Saxon England, Wiley Blackwell, 2014, 2e éd. (ISBN 978-0-470-65632-7).
- (en) D. P. Kirby, The Earliest English Kings, Londres, Routledge, 2000, 284 p. (ISBN 0-415-24211-8).
- (en) Frank M. Stenton, Anglo-Saxon England, Oxford University Press, 1971, 765 p. (ISBN 978-0-19-821716-9).